# Den Braven

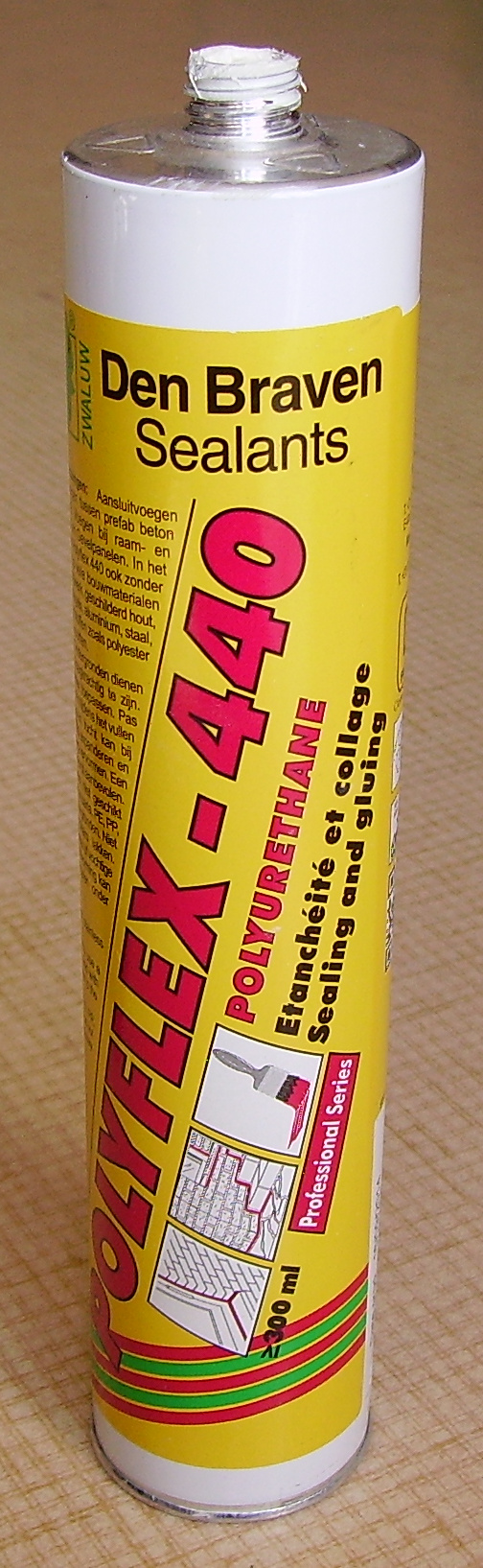

Den Braven este o companie neerlandeză înființată în anul 1994, specializată în producția și distribuția izolanților profesionali pentru construcții, industria geamului termoizolant și auto, precum și pentru utilizatori casnici.
Compania deține zece unități de producție la nivel mondial și derulează activități în 24 de țări.

## Den Braven în România
Valoarea totală a investițiilor Den Braven de la intrarea pe piața românească, în 1997, se ridică la aproximativ 20 de milioane de euro.
Vânzările totale ale Den Braven România au atins în 2009 un nivel de 30,8 milioane de euro, valoare care include și rezultatele filialei din Republica Moldova, în scădere față de 33,4 milioane euro în 2008.
În noiembrie 2007 compania a început producția de spume poliuretanice la fabrica deținută în județul Ilfov, construită în urma unei investiții de peste zece milioane euro.
Fabrica a fost construită pe un teren de peste 30.000 de metri pătrați și are o suprafață totală de 10.200 de metri pătrați, în care sunt incluse și spații de depozitare și birouri.
Număr de angajați în 2010: 240
Cifra de afaceri:
| Anul          | 2010 | 2007 |
| ------------- | ---- | ---- |
| milioane euro | 39,5 | 23,2 |